# Чудовий пес
Чудовий пес (англ. Cool Dog) — американська пригодницька комедія 2010 року.

## Сюжет
Хлопчик Джиммі і його пес Ренні — найкращі друзі. Але сім'я Джиммі переїжджає в Нью-Йорк, а Ренні не можна брати з собою і його залишають в зоопарку. Але відданий пес тікає і відправляється слідом за Джиммі, долаючи всілякі труднощі в дорозі. Він не тільки знаходить хлопчика, але і рятує його в небезпечній ситуації, допомагає знешкодити злочинців і стає героєм.

## У ролях
- Майкл Паре — Дін
- Джексон Пейс — Джиммі
- Джен Кобер — Мюріель
- Девід Дженсен — Рубен
- Дейн Родс — Сігал
- Кріста Кемпбелл — Лаура
- Кемерон Тен Нейпел — Емі
- Девід Даль — капітан Нельсон
- Райан Акін — Біллі
- Кент Джуд Бернард — Чарлі
- Майкл Шауерс — поліцейський 1
- Едрік Браун — поліцейський 2
- Джеймс ДюМонт — Дерек
- Брайс Касс — друг 1